# NECAB1
NECAB1 (англ. N-terminal EF-hand calcium binding protein 1) – білок, який кодується однойменним геном, розташованим у людей на 8-й хромосомі. Довжина поліпептидного ланцюга білка становить 351 амінокислот, а молекулярна маса — 40 571.
| 10         |  | 20         |  | 30         |  | 40         |  | 50         |
| ---------- |  | ---------- |  | ---------- |  | ---------- |  | ---------- |
| MEDSQETSPS |  | SNNSSEELSS |  | ALHLSKGMSI |  | FLDILRRADK |  | NDDGKLSFEE |
| FKAYFADGVL |  | SGEELHELFH |  | TIDTHNTNNL |  | DTEELCEYFS |  | QHLGEYENVL |
| AALEDLNLSI |  | LKAMGKTKKD |  | YQEASNLEQF |  | VTRFLLKETL |  | NQLQSLQNSL |
| ECAMETTEEQ |  | TRQERQGPAK |  | PEVLSIQWPG |  | KRSSRRVQRH |  | NSFSPNSPQF |
| NVSGPGLLEE |  | DNQWMTQINR |  | LQKLIDRLEK |  | KDLKLEPPEE |  | EIIEGNTKSH |
| IMLVQRQMSV |  | IEEDLEEFQL |  | ALKHYVESAS |  | SQSGCLRISI |  | QKLSNESRYM |
| IYEFWENSSV |  | WNSHLQTNYS |  | KTFQRSNVDF |  | LETPELTSTM |  | LVPASWWILN |
| N          |  |            |  |            |  |            |  |            |

A: Аланін

C: Цистеїн

D: Аспарагінова кислота

E: Глутамінова кислота

F: Фенілаланін

G: Гліцин

H: Гістидин

I: Ізолейцин

K: Лізин

L: Лейцин

M: Метіонін

N: Аспарагін

P: Пролін

Q: Глутамін

R: Аргінін

S: Серин

T: Треонін

V: Валін

W: Триптофан

Кодований геном білок за функцією належить до фосфопротеїнів. 
Задіяний у такому біологічному процесі, як альтернативний сплайсинг. 
Білок має сайт для зв'язування з іонами металів, іоном кальцію. 
Локалізований у цитоплазмі.